# Jonathan Ryan
Jonathan Ryan ist ein irischer Schauspieler.

## Leben
Jonathan Ryan wurde in Irland geboren. Als Schüler am CBC Monkstown im Jahr 1963 spielte Ryan Rhythmusgitarre und sang gemeinsam mit Robbie Brennan, Rodney Williams, Dave McAnaney und Paul Brady in der Rhythm-&-Blues-Band ROOTZGROOP.
1972 begann er mit der Schauspielerei neben dem Studium. 1978 wurde er Vollzeitschauspieler. 1979 hatte Ryan in dem Film Verrat in Belfast seinen ersten Auftritt. 1981 bis 1982 hatte er seine erste wiederkehrende Rolle in der Fernsehserie Bracken. Er war auch Teil des Cast der deutschen Fernsehserie Die glückliche Familie. Er war 2006 bis 2008 in der Fernsehserie Galactik Football zu sehen. Sein Schaffen für Film und Fernsehen umfasst rund drei Dutzend Produktionen.

## Filmografie
- 1979: Verrat in Belfast (The Outsider)
- 1981–1982: Bracken (Fernsehserie, 4 Folgen)
- 1982: The Year of the French (Miniserie, 3 Folgen)
- 1984–1985: The Irish R.M. (Fernsehserie, 9 Folgen)
- 1985: Summer Lightning
- 1985–1986: Inside (Fernsehserie, 11 Folgen)
- 1987: Budawanny
- 1988: Ein Mann wie Taffin (Taffin)
- 1990–1991: Die glückliche Familie (Fernsehserie, 9 Folgen)
- 1992: Die Stunde der Patrioten (Patriot Games)
- 1993: Im Namen des Vaters (In the Name of the Father)
- 1994: Verliebt, verlobt, verheiratet (Fernsehserie, 2 Folgen)
- 1994: Broken Harvest (Stimme)
- 1995: David Balfour – Zwischen Freiheit und Tod (Kidnapped, Fernsehfilm)
- 1996: Moll Flanders
- 2004: Omagh – Das Attentat (Omagh, Fernsehfilm)
- 2005: Proof (Fernsehserie, 2 Folgen)
- 2005: Waking the Dead – Im Auftrag der Toten (Waking the Dead, Fernsehserie, Folge 5x10)
- 2006: Murphy’s Law (Fernsehserie, Folge 4x01)
- 2006–2008: Galactik Football (Fernsehserie, 52 Folgen)
- 2007: The Clinic (Fernsehserie, Folge 5x01)
- 2007–2009: Die Tudors (The Tudors, Fernsehserie, 5 Folgen)
- 2009: Fair City (Fernsehserie, 3 Folgen)
- 2011: Brendan Smyth: Betrayal of Trust (Fernsehfilm)
- 2011: Camelot (Fernsehserie, Folge 1x05)
- 2012: Grabbers
- 2012: Chasing Leprechauns (Fernsehfilm)
- 2012: Game of Thrones (Fernsehserie, Folge 2x03 Was tot ist, kann niemals sterben)
- 2013: Vikings (Fernsehserie, Folge 1x07 Ein Vermögen)
- 2017: Into the Badlands (Fernsehserie, Folge 2x04)
- 2021: Der Karierte Ninja 2 (Ternet Ninja 2, Stimme)